# 演歌・唱太郎の人情事件日誌
『演歌・唱太郎の人情事件日誌』（えんか・しょうたろうのにんじょうじけんにっし）は、1996年から1997年までTBS系「月曜ドラマスペシャル」で放送されたテレビドラマシリーズ。全3回。主演は水谷豊。
最後に放送された3作目は、ゲスト出演した河内桃子の遺作ともなっている。

## キャスト

### 土筆プロダクション
赤城唱太郎
演 - 水谷豊
土筆プロダクション社員で、あかねのマネージャーで、第1作時点でコンビを組んで約5年である。昔は歌手で大型新人と期待され、「泣くな東京」という曲でデビューするも、期待外れに終わっている。まだ歌いたい気持ちはあるものの、裏方に徹しているために自ら封印している。昔を知る人間には、「唱ちゃん」と呼ばれている。
神崎あかね
演 - 浅田美代子
演歌歌手。代表曲は「舟宿にて」。デビューして15年を過ぎているがヒットに恵まれず、第2作では断念しようとした事も。家族は父の隆一郎がいる。
早乙女紫織
演 - 朝丘雪路
土筆プロダクション社長。あかねと唱太郎のコンビを暖かく見守っている。部下を「君」と呼ぶことが多い。

### その他
谷山信夫
演 - 螢雪次朗
ラジオ東洋プロデューサー。「演歌の心」(#1)、「演歌道」(#2)という番組を担当している。北松戸に住み、愛犬「マリアン」がいる。唱太郎からは接待などを受けるも、あかねの出演を便宜するには至っていない。

### ゲスト
第1作「湯の町伊豆の連続殺人」（1996年）
- 高山静香（演歌歌手） - 渋谷琴乃
- 木田洋一（静香のマネージャー・唱太郎の友人） - 今井雅之
- 吉沢公枝（旅館の女将） - 音無美紀子
- 沢井将司（旅館の番頭） - 鶴田忍
- 清水圭介（ルポライター） - でんでん
- 小宮山（刑事） - 十貫寺梅軒
- 養護施設の院長 - 草薙幸二郎
- 山本文郎、清水ひとみ、浅見小四郎、徳永廣美、有本千鶴、志水正義、山本竜二、谷津勲、森富士夫、相原ひろし、井川修司、新城彰、斎藤佳世子、鍋島利彦、小林良司、相原真由子、長野和美、平本理恵

第2作（1997年）
- 坂本欣也（元演歌歌手・唱太郎の友人） - 坂上二郎
- 宮下珠代（欣也の娘） - 美保純
- 神崎隆一郎（あかねの父親） - 神山繁
- 富樫典子（旅館の女将） - 大塚良重
- 河村瑠璃（詐欺被害者） - 山田純世
- 万田哲夫 - 京晋佑
- 老婆 - 花原照子
- 坪井志津香、藤沢瑞絵、剛州、有福正志、山西惇、谷津勲、北村隆幸、志水正義、藤岡大樹、井川修司、伊東佐知子、岩下正樹、饗場詩野、今井理恵、黒田治、神崎レイナ、津野明美、細川利昭、高橋素子、土屋志乃、岩井潤一、前原実、渡辺佳幸、大橋明、石山圭一、長谷川恵司

第3作「伊香保殺人事件」（1997年）
- 君原杏子（唱太郎の恩師） - 河内桃子
- 君原理恵（夕介の元門下生・杏子の娘） - 西尾まり
- 八木沢（イベント企画会社社長） - 山崎大輔
- ホステス - 吉野真弓
- 新庄夕介（有名音楽家・唱太郎の友人） - 萩原流行
- 深水三章、中西礼奈、掛田誠、山本年元、松永博史、佐々木靖乃、三井三太郎、増子倭文江、志水正義、井川修司、坪井志津香、小野久美子、佐野純子、竹谷拓摩、渡邊元敬、斉藤暁、山崎健二

## スタッフ
- プロデューサー - 内堀雄三（アスプロデュース）、井上由紀（ネクストプロデュース）(#3)、成合由香（TBS）
- 脚本 - 深沢正樹(#1-2)、峯尾基三(#3)
- 音楽 - 岩間南平
- 撮影 - 下元哲(#1-2)、湯本秀広(#3)
- 照明 - 柴田信弘(#1)、林広一(#2)、渋谷一男(#3)
- 録音 - 中村雅光(#1)、川田保(#2)、相川比登志(#3)
- VE - 飯田敦(#1)、山形充(#2-3)
- 編集 - 河原弘志(#1)、田中愼二(#2)、渡辺行夫(#3)
- 整音 - 山本逸美
- 選曲 - 中田裕章
- 効果 - 佐々木英世
- VTR編集 - 来栖和成
- 美術 - 鈴村高正
- 装飾 - 中島順子、佐藤孝之(#1)、松下仁亮(#2)、沢下和好(#3)
- 小道具 - 西尾共未(#2)、佐藤孝之(#3)
- 衣裳 - 坂下英明(#1、3)、市川竜史(#2、東京衣裳)
- スタイリスト - 吉本麻記子(#1、3）、黒川昌(#2)、加藤悦子(#2-3)
- メイク - 長井桂子、望月愛子(#1)
- スチール - 金刺文三夫
- 番組宣伝 - 石川文男(TBS)
- 助監督 - 山田敏久(#1)、中嶋竹彦(#2)、大垣一穂(#3)
- スクリプター - 長坂由起子(#1-2)
- 記録 - 小宮尚子(#3)
- 制作担当 - 杉山隆夫(#2-3)
- 制作デスク - 田中淳子(#2-3)
- 技術デスク - 蟇田忠雄(#2-3)
- プロデューサー補 - 栗田眞里(#2)
- 車輌 - アスカロケリース(#2)
- カースタント - TAKA(#2)
- 協力 - 日本クラウン、ザ・ワークス(#3)
- ロケ協力
  - 第1作 - 伊豆箱根鉄道、西東京バス、市川市文化会館
  - 第2作 - 小湊鉄道、浅間温泉ホテル富貴の湯、アイワールド
  - 第3作 - 伊香保温泉峯権旅館、天城東急リゾート、ホテル STRADA、TSUTAYA渋川店、保科美術館、群馬県　中之条町、群馬県伊香保町役場
- 監督 - 成田裕介（#1-2)、中山史郎（#3）
- 製作 - TBS、アスプロデュース（#1） → ネクストプロデュース（#2-3)

## 放送日程
| 話数 | 放送日        | サブタイトル         | 脚本     | 監督     |
| ---- | ------------- | -------------------- | -------- | -------- |
| 1    | 1996年9月02日 | 湯の町伊豆の連続殺人 | 深沢正樹 | 成田裕介 |
| 2    | 1997年1月20日 |                      | 深沢正樹 | 成田裕介 |
| 3    | 1997年7月21日 | 伊香保殺人事件       | 峯尾基三 | 中山史郎 |